# Comté de Huy

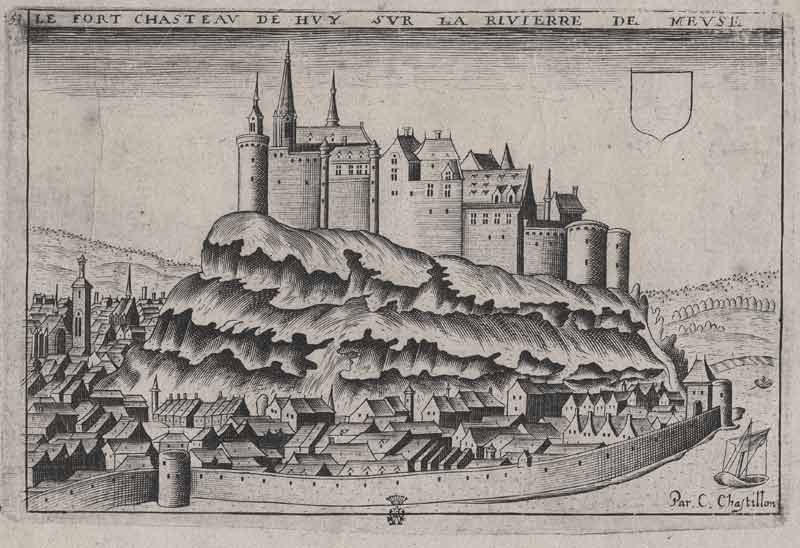
Représentation du château du comté du Huy, au centre du village Hermalle-sous-Huy, dans l'actuelle province de Liège.

En 941, le comté de Huy est créé sur le territoire de Huy par l'empereur germanique Otton Ier alors qu'il réforme l'administration de son empire. Ansfrid d'Utrecht, dernier titulaire du titre de comte, se dessaisit du comté en 985, au profit de la principauté de Liège dont il partagera désormais la destinée.